# Febris
In de Romeinse mythologie, was Febris ("koorts") de godin die de koorts en de malaria belichaamde, maar ook de mensen ertegen beschermde. Febris had drie tempels in het oude Rome, waarvan er een gesitueerd was aan de voet van de Palatijn. Ze duikt op in de Apocolocyntosis van Seneca Minor, aan de zijde van keizer Claudius, wanneer die op de Olympus verschijnt.